# 인포그래픽

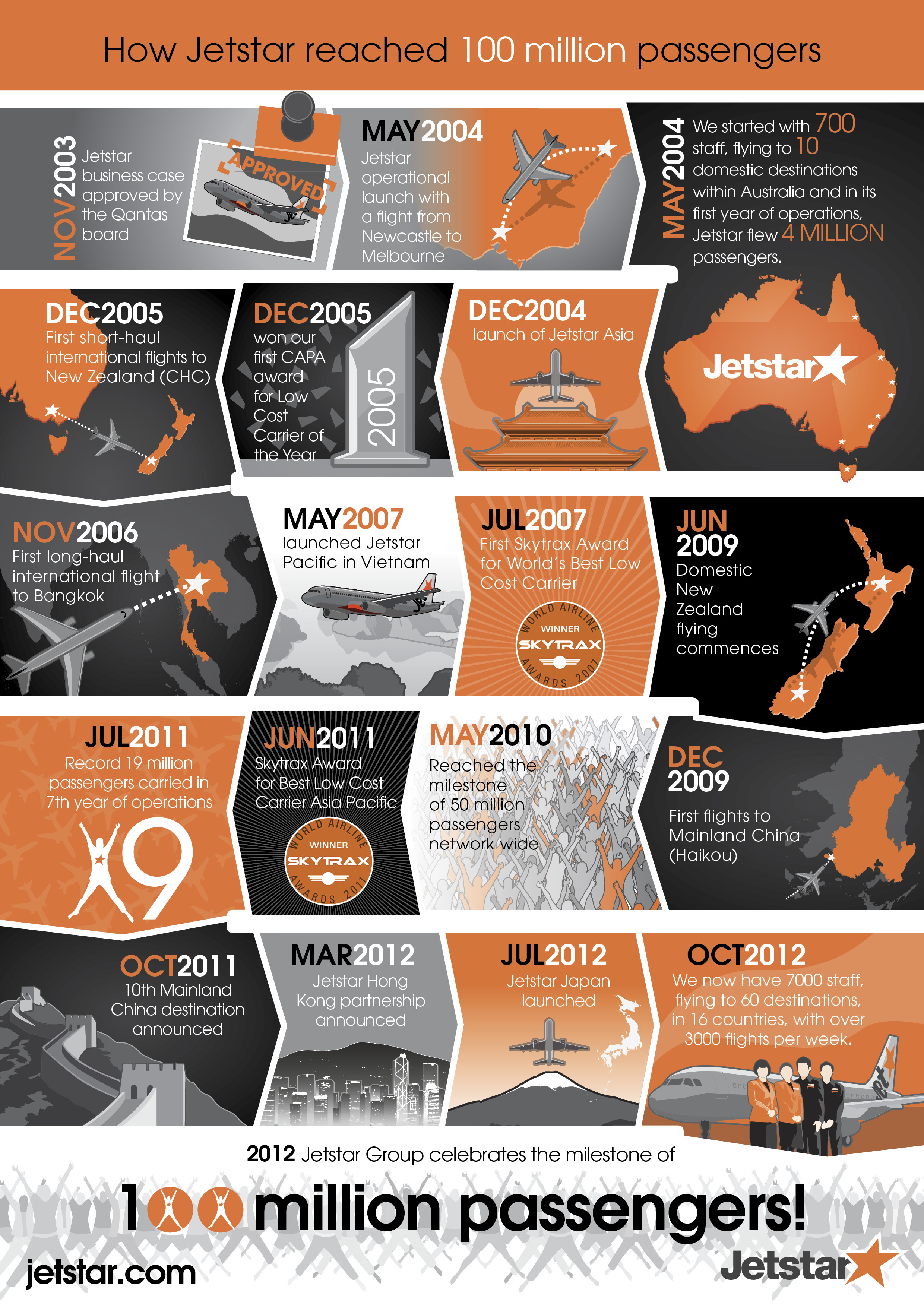
제트스타가 8년간 1억명의 승객을 운송한 방법을 설명한 인포그래픽.

인포메이션 그래픽(Information graphics) 또는 인포그래픽(Infographics), 뉴스 그래픽(News graphics)은 정보를 빠르고 분명하게 표현하기 위해 정보, 자료, 지식을 그래픽 시각적으로 표현한 것을 말한다.
정보를 구체적, 표면적, 실용적으로 전달한다는 점에서 일반적인 그림이나 사진 등과는 엄연히 구별된다.
복잡한 정보를 빠르고 명확하게 설명해야 하는 기호, 지도, 기술 문서 등에서 사용된다. 차트, 사실박스, 지도, 다이어그램, 흐름도, 로고, 달력, 일러스트레이션, 텔레비전 프로그램 편성표 등이 인포그래픽에 포함된다.

## 개요
인포그래픽은 스토리를 통해 정보를 전달하려는 경향이 강하다. 빅 데이터가 전문가의 영역에서 활용되는 반면 인포그래픽은 일반인을 대상으로 특정 정보와 메시지를 전달하기에 적합하다. 인간은 언어와 문자 이전부터 시각에 의존해서 정보를 수집하고 이해해 왔다. 복합적인 정보를 시각적으로 쉽고 밀도 있게 설명하려는 것이 인포그래픽이다.

## 같이 보기
- 그래픽 디자인
- 정보 디자인
- 기술적 삽화
- 연표
- 가계도
- 자크 베르탱